# Evaristo Isasi
Pour les articles homonymes, voir Isasi et Colman.
Evaristo Isasi Colmán (né le 26 octobre 1955 à Asuncion au Paraguay) est un joueur de football international paraguayen, qui évoluait au poste d'attaquant.

## Biographie

### Carrière en sélection
Avec l'équipe du Paraguay, il joue 16 matchs (pour 2 buts inscrits) entre 1977 et 1981. 
Il figure dans le groupe des sélectionnés lors de la Coupe du monde de 1986 organisée au Mexique (sans jouer de matchs lors de la phase finale de cette compétition). 
Il dispute quatre matchs comptant pour les tours préliminaires de la coupe du monde 1982 : deux contre l'Équateur et deux contre le Chili.
Il participe également à la Copa América de 1979 remportée par son équipe.

## Palmarès

### Palmarès en club
Club Olimpia
| - Championnat du Paraguay (6) : - Champion : 1975, 1978, 1979, 1980, 1985 et 1988. - Copa Libertadores (1) : - Vainqueur : 1979. |  | - Coupe intercontinentale (1) : - Vainqueur : 1979. - Copa Interamericana (1) : - Vainqueur : 1979. |

### Palmarès en sélection
Paraguay
- Copa América (1) :
  - Vainqueur : 1979.